# Luedji Luna
Luedji Gomes Santa Rita, mais conhecida como Luedji Luna (Salvador, 25 de maio de 1987) é uma cantora e compositora brasileira.

## Biografia
Nascida no Cabula e criada em Brotas, bairros de Salvador, filha de Orlando e Adelaide, um historiador e uma economista, ambos funcionários públicos e militantes do movimento negro de Salvador, Luedji cresceu sabendo sobre luta, política e revolução, mas demorou até encontrar seu espaço no mundo. A música sempre esteve presente em sua vida, visto que seu pai é músico, e foi um dos integrantes do grupo musical Raciocínio Lento, também formado por diversos músicos e compositores de Salvador.
Em entrevistas, revelou que sofria racismo na infância, em sua escola, por parte dos colegas, e que isto a afetou profundamente, podendo transformar esta dor em arte. Luedji começou a compor suas canções aos 17 anos, onde já cantava informalmente em bares da sua cidade natal. No ano de 2007 foi aprovada no vestibular e ingressou no curso de Direito, da Universidade do Estado da Bahia. Apesar disto, optou por não exercer a profissão para dedicar-se exclusivamente a música. Em 2011 começou a estudar canto popular na Escola Baiana de Canto Popular.
Em 2012 participou da oficina "AlimaCanta", de Canto Essencial, ministrada por professores argentinos. Também em 2012, na cidade de Salvador, passou a fazer parte do Bando Cumatê, um projeto cultural coletivo que trabalha com pesquisa, difusão e fomentação de manifestações artísticas tradicionais da cultura brasileira.
Em 2015 mudou-se para São Paulo. Suas músicas retratam o preconceito racial, feminismo, empoderamento feminino, especialmente da mulher negra, retratando a cultura afro-brasileira em suas vestimentas, demonstrando em suas letras a africanidade do brasileiro, cantando sobre religiões de matriz africana, ervas e costumes brasileiros oriundo da cultura africana. Suas canções mesclam ritmos afro-brasileiros, R&B, jazz e blues, além da MPB.

## Carreira
A partir do ano de 2011 apresentou-se em recitais nos principais palcos de Salvador, atuando também como cantora da noite nos bares, principalmente em Rio Vermelho, bairro boêmio da cidade. No ano de 2013 tornou-se a vencedora da etapa regional do "Festival da Canção Francesa", realizado na Aliança Francesa. No mesmo ano, cantou no espetáculo "Ponto Negro em Tela Branca", da diretora Kléia Maquenda.
Neste mesmo ano de 2013, foi uma das fundadoras do coletivo de compositoras M.O.V.A, da cidade de Salvador. No ano seguinte, em 2014, lançou o single "Dentro ali", com as faixas autorais "Asas", "Eu rio" (ou águas de Júnia) e "Às cegas", esta última em parceria com Emillie Lapa, além da faixa-título "Dentro ali". Em 2015 finalizou o CD "UnsZansoutros", projeto junto a compositores baianos da nova geração. O grupo foi um dos participantes do evento "Tributo aos Novos Baianos", realizado pelo site Jardim Elétrico, em São Paulo, reunindo artistas variados, tais como Cícero, A Banda Mais Bonita da Cidade, Diogo Poças e Thamires Thanouss, além do coletivo Uns Zanzoutros, representante baiano no tributo.
Ainda em 2015, apresentou-se em São Paulo e no Rio de Janeiro, acompanhada pela violonista e cantora Emillie Lapa. Também no Rio de Janeiro, abriu o show da cantora Teka Balluthy e Convidadas (Késia Estácio e Juliana Diniz), no projeto "Foco MPB". Montou o espetáculo intitulado "Fiz uma canção para o vento", com o qual percorreu diversos lugares de Salvador, destacando-se o Teatro XVIII.
Com produção de Sebastian Notini, em 2017, lançou o seu primeiro álbum "Um Corpo no Mundo" trabalho predominantemente autoral, pela gravadora YBmusic. A faixa Iodo+Now Frágil foi escrita por tatiana nascimento.
Em 2018 foi lançado no Japão e em 2019, na Europa, pelo selo Sterns Music. Concomitante ao lançamento Europeu, realizou sua primeira turnê internacional.
A apresentação do álbum em Portugal deu-se em Julho de 2019, com espectáculos em Lisboa, na Casa da Música, no Porto, na Madeira e Sines, no Festival de Músicas do Mundo.
Em 2020 lançou seu segundo álbum de estúdio e também álbum visual, "Bom mesmo é estar debaixo d'água", contendo 14 faixas, incluindo a de mesmo nome. Além disso, obteve uma grande recepção a nível nacional e internacional, tendo sido gravado no Brasil e em países da África, como o Quênia. Na edição de 2020 da premiação WME Awards, Luedji foi indicada em 4 categorias, levando o prêmio de "Melhor álbum do ano".
Foi uma das atrações musicais da cerimônia de entrega do Prêmio Sim à Igualdade Racial 2023, ao lado de BK', MC Soffia, Linn da Quebrada, Kaê Guajajara e Liniker.

## Discografia

### Álbuns de estúdio
| Álbum                            | Detalhes                                                                                                   |
| -------------------------------- | --- |
| Um Corpo no Mundo                | - Lançamento: 26 de outubro de 2017 - Formato(s): CD, LP, download digital - Gravadora(s): YB Music        |
| Bom Mesmo É Estar Debaixo D'Água | - Lançamento: 14 de outubro de 2020 - Formato(s): Download digital, streaming - Gravadora(s): Independente |
| Um Mar Pra Cada Um               | - Lançamento: 26 de maio de 2025 - Formato(s): Download digital, streaming - Gravadora(s): Independente    |

### Extended plays(EPs)
| Álbum         | Detalhes do álbum                                                                       |
| ------------- | --------------------------------------------------------------------------------------- |
| Mundo (Remix) | - Lançamento: 3 de maio de 2019 - Formato(s): download digital - Gravadora(s): YB Music |

## Filmografia
| Ano  | Título      | Papel       | Nota                                            |
| ---- | ----------- | ----------- | ----------------------------------------------- |
| 2024 | Encantado's | Lulu Araújo | Episódio: "Intendente X Broadway - Via Taquara" |
| 2025 | Vale Tudo   | Ela Mesma   | Episódio: "3 de abril"                          |

## Prêmios e indicações
Em 2021, seu álbum Bom Mesmo É Estar Debaixo D'Água foi indicado ao Grammy Latino de Melhor Álbum de Música Popular Brasileira.